# Захла
Захла (араб. زحلة, Захле) — адміністративний центр провінції Бекаа в Лівані. Населення близько 100 000 осіб, це третє за величиною місто в Лівані після Бейрута та Триполі. Населення, переважно, християнське. Центр Ліванської Мелькитської (греко-католицької) церкви. Захла вважається перлиною долини Бекаа. Вона славиться чистим повітрям, курортами та оригінальною кухнею.

## Географія

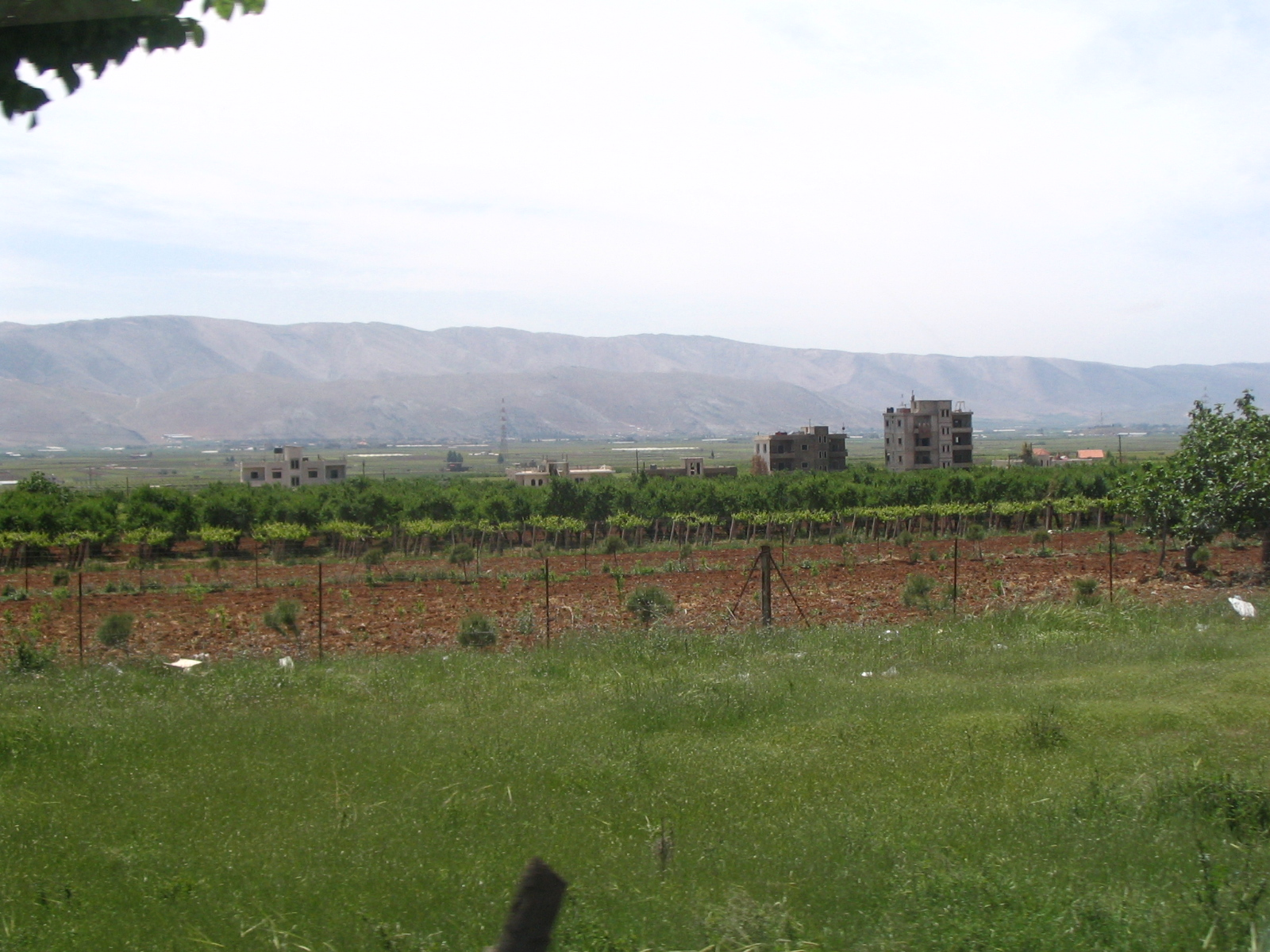
Виноградники біля міста Захла

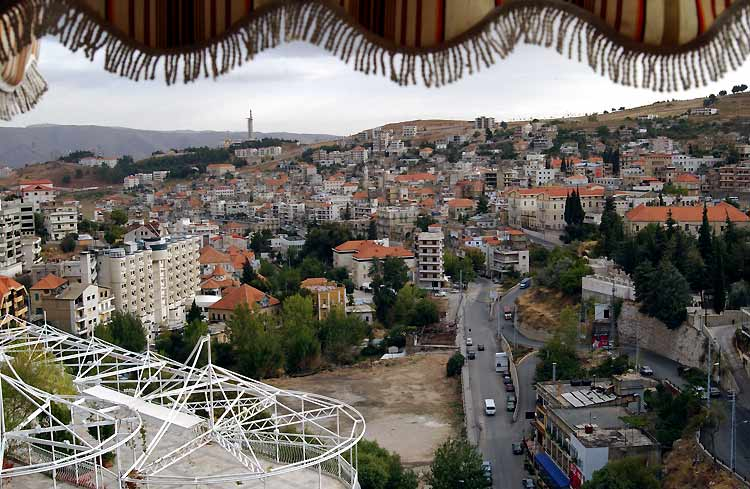
Панорама міста Захла

Місто розташоване за 55 км на схід від столиці Лівану Бейрута. Це єдине переважно католицьке місто на Близькому Сході. Знамените своїми старими церквами, ресторанами на відкритому повітрі, унікальною кухнею та заводом, що виробляє лід, у Ваді-ель-Ареїш. До Бейрута можна дістатися автомобілем, поїздка займе від 30 до 50 хвилин, залежно від руху. Центр міста розташований на висоті близько 900 м над рівнем моря.

## Історія
Захла заснована близько 300 років тому. На початку XVIII століття ще молоде місто було поділене на три окремі квартали, у кожному був свій керівник.
У XIX столітті на короткий час Захла стала першим незалежним містом-державою в регіоні, у міста був свій прапор та гімн.
Захла зазнала руйнування внаслідок пожеж 1777 і 1791 років, а 1860 року — місто було не лише спалене, але і розграбоване.
Під час правління Мутасаріфії (1861–1914) місто Захла знову зазнало період розквіту. Залізнична гілка, прокладена через місто 1885 року, поліпшила його економіку, Захла стало внутрішнім «Портом» для долини Бекаа та Сирії. Він також був сільськогосподарським центром та центром торгівлі між Бейрутом та Дамаском, Мосулом та Багдадом. Вважається, що Захла є батьківщиною ліванської армії. Місто й досі відіграє важливу роль у політичному житті країни.

## Економіка
Основа економіки Захла — текстильна та харчова промисловість, а також сільське господарство.

## Клімат
| Клімат Захли        | Клімат Захли | Клімат Захли | Клімат Захли | Клімат Захли | Клімат Захли | Клімат Захли | Клімат Захли | Клімат Захли | Клімат Захли | Клімат Захли | Клімат Захли | Клімат Захли | Клімат Захли |
| Показник            | Січ.         | Лют.         | Бер.         | Квіт.        | Трав.        | Черв.        | Лип.         | Серп.        | Вер.         | Жовт.        | Лист.        | Груд.        |              |
| Норма опадів, мм    | 126.5        | 124.5        | 76.8         | 33.0         | 8.2          | 0.1          | 0.5          | 0.3          | 12.3         | 27.9         | 73.2         | 106.2        |              |
| Днів з дощем        | 15           | 13           | 10           | 6            | 3            | 0            | 0            | 0            | 1            | 4            | 7            | 12           |              |
| Днів зі снігом      | 2            | 3            | 1            | 0            | 0            | 0            | 0            | 0            | 0            | 0            | 0            | 1            |              |
| ------------------- | ------------ | ------------ | ------------ | ------------ | ------------ | ------------ | ------------ | ------------ | ------------ | ------------ | ------------ | ------------ | ------------ |
| Джерело: Meoweather |              |              |              |              |              |              |              |              |              |              |              |              |              |

## Видатні уродженці
- Нажуа Карам — ліванська співачка.

## Міста-побратими
- Росаріо (ісп. Rosario), Аргентина
- провінція Шампань (фр. Champagne), Франція
- Белу-Оризонті (порт. Belo Horizonte), Бразилія (1974)[5]
- Забже (пол. Zabrze), Польща